# Ullmann (Familienname)
Ullmann ist ein deutscher Familienname.

## Namensträger

### A
- Adolf von Ullmann (1857–1925), Mitglied des Ungarischen Magnatenhauses, Vorstand der ungarischen „General Credit Service“
- Adolf Ullmann (Verbandsfunktionär) (1942–2014), deutscher Lehrer, Funktionär und Bundesvorsitzender der Ackermann-Gemeinde 2004–2010
- Agnes Ullmann (1927–2019), französische Mikrobiologin
- Alfred Ullmann (um 1860–1930), deutscher Maler
- Andrea Ullmann (* 1964), deutsche Tischtennisspielerin
- Andrew Ullmann (* 1963), deutscher Politiker (FDP), MdB, Mediziner und Hochschullehrer
- Anton Ullmann (1732–1807), böhmischer Bergmeister, Geometer und Chemiker
- Arno Ullmann (1907–1968), deutscher Journalist
- Arthur Ullmann (1885–1958), österreichischer Schauspieler und Regisseur bei Bühne und Film
- August Ullmann (1879–1939), Schweizer Geometer
- Axel Conradin Ullmann (1840–1923), norwegischer Entomologe (Koleopterologe) und Schulleiter

### B
- Barbara Ullmann (* 1964), deutsche Schauspielerin
- Brigitte Ullmann (* 1934), deutsche Grafikerin

### C
- Carl Christian Ullmann (1796–1865), deutscher Theologe
- Chinita Ullmann (1904–1977), brasilianische Tänzerin
- Christoph Ullmann (Mediziner) (1773–1849), deutscher Mediziner
- Christoph Ullmann (Eishockeyspieler) (* 1983), deutscher Eishockeyspieler

### D
- Dieter Ullmann (1934–2022), deutscher Physiker und Physikhistoriker

### E
- Ehrenfried Ullmann (* 1932), deutscher General
- Eike Ullmann (* 1941), deutscher Rechtswissenschaftler
- Elisabeth Ullmann (Organistin) (* 1952), österreichische Organistin
- Elisabeth Ullmann (* 1974), österreichische Politikerin (FPÖ), siehe Elisabeth Schmidt (Politikerin, 1974)
- Elsa Ullmann (1911–2010), deutsche Pharmazeutin
- Emanuel von Ullmann (1843–1913), deutscher Jurist, Rektor der Universität München
- Emerich Ullmann (1861–1937), österreichischer Chirurg (erste autologe Nierentransplantation im Tierversuch)
- Erich Ullmann (1892–1965), Schweizer Landwirt, Politiker und Offizier
- Erich Ullmann (Politiker) (1909–nach 1958), deutscher Funktionär und Politiker der LDPD, MdV
- Ernst Ullmann (1928–2008), deutscher Kunsthistoriker und Hochschullehrer

### F
- Franz Ullmann (Bergmeister) (1800–1864),  böhmischer gewerkschaftlicher Schichtmeister, Bergbauforscher und letzter Bergmeister von Neudek
- Franz Ullmann (Orgelbauer) (1815–1892), österreichischer Orgelbauer
- Franz Ullmann (1863–1938), deutscher Journalist und Schriftsteller, siehe Johann Christian Josef Ommerborn
- Fritz Ullmann (Chemiker) (1875–1939), deutscher Chemiker und Hochschullehrer
- Fritz Ullmann (Unternehmer) (1916–2011), deutscher Unternehmer und Firmengründer

### G
- Gebhard Ullmann (* 1957), deutscher Jazzmusiker und Komponist
- Georg Ullmann (1879–1946), deutscher Geigen- und Bratschenbauer
- Gerhard Ullmann (Fotograf) (1935–2012), deutscher Fotograf und Autor
- Gerhard Ullmann (* 1947), deutscher Schriftsteller
- Günter Ullmann (1946–2009), deutscher Lyriker

### H
- Hanni Ullmann (1908–2002), deutsch-israelische Pädagogin
- Hans Ullmann (Bildhauer) (* 1949), deutscher Bildhauer
- Hans-Peter Ullmann (* 1949), deutscher Historiker und Hochschullehrer
- Heinrich Ullmann (1872–1953), deutscher Architekt, Maler und Fotograf
- Heinz Ullmann (1886–1968), deutscher Politiker (FDP)
- Helmut Ullmann (Fußballtrainer) (* 1920), deutscher Fußballtrainer
- Helmut Ullmann (1930–1991), deutscher Architekt und Baubeamter
- Hermann Ullmann (1884–1958), deutsch-österreichischer Journalist und Schriftsteller

### I
- Ignaz Ullmann (1822–1897), böhmischer Architekt

### J
- Jakob Ullmann (* 1958), deutscher Komponist und Hochschullehrer
- Janin Ullmann (* 1981), deutsche Fernsehmoderatorin und Schauspielerin
- Joachim Mayer-Ullmann (* um 1953), deutscher Pianist und Dirigent
- Johann Ullmann (Politiker) († 1493), deutscher Politiker und Aufständischer der Bundschuhbewegung
- Johann Christoph Ullmann (1771–1821), deutscher Mineraloge und Hochschullehrer
- Johann Ehrenhold Ullmann (1779–1831), deutscher Bergbeamter
- Johann Georg Ullmann (1695–1765), deutscher Bergbeamter und Kartograf
- Josef Ullmann (Politiker) († 1880), österreichischer Buchhalter und Politiker
- Josef Ullmann (Orgelbauer) (1872–1945), österreichischer Orgelbauer
- Josef Ullmann (Schriftsteller) (1894–1991), Schriftsteller
- Josef Ullmann (Fabrikant) (1846–1890), österreichischer Fabrikant und Politiker, Bürgermeister von Sechshaus
- Josef Ullmann (Volkssänger) (1869–1946), Wiener Volkssänger
- Julius Ullmann (1861–1918), österreichischer Maler

### K
- Karin von Ullmann (1922–2009), deutsche Unternehmerin und Gestütsbesitzerin
- Karl Ullmann (1860–1940), österreichischer Dermatologe und Toxikologe
- Kaspar Ullmann (1767–1853), böhmischer Bergmeister, Geometer, Landmesser
- Katrin Ullmann (* 1957), deutsch-schweizerische bildende Künstlerin
- Klaus Ullmann (1925–1997), deutscher Ministerialbeamter, Bankmanager und Kulturhistoriker
- Klemens Ullmann (* 1939), deutscher römisch-katholischer Geistlicher
- Konrad Ullmann (1917–1967), deutscher Kunst- und Waffenhistoriker, Museumsleiter und Kunsthändler
- Kostja Ullmann (* 1984), deutscher Schauspieler

### L
- Leopoldine Ullmann (um 1875–nach 1902), Opernsängerin (Alt)
- Linn Ullmann (* 1966), norwegische Schriftstellerin
- Lion Ullmann (auch Ludwig, Baruch Löb Ullmann oder Leopold Ullmann; 1804–1843), deutscher Rabbiner und Orientalist
- Liv Ullmann (* 1938), norwegische Schauspielerin
- Ludwig Ullmann (1872–1943), deutscher Architekt
- Ludwig Ullmann (Journalist) (1887–1959), österreichisch-amerikanischer Journalist und Theaterkritiker

### M
- Manfred Ullmann (* 1931), deutscher Arabist und Klassischer Philologe
- Marianne Ullmann (1905–1995), österreichische Künstlerin
- Martin Ullmann (Agrikulturchemiker) (1857–1921), deutscher Agrikulturchemiker
- Martin Ullmann (Fußballspieler) (* 1986), deutscher Fußballspieler
- Martina Ullmann (* 20. Jahrhundert), deutsche Ägyptologin
- Mathias Ullmann (* 1960), deutscher Historiker, Autor und Musiker
- Max Ullmann (Verleger) (1861–1941), deutscher Unternehmer, Erfinder und Verleger
- Max Ullmann (Politiker) (1900–??), deutscher Politiker
- Maximilian Ullmann (* 1996), österreichischer Fußballspieler
- Mirko Ullmann (* 1975), deutscher Fußballspieler
- Monica Bella Ullmann-Broner (1905–1993), deutsche Plakat- und Textilkünstlerin
- Moriz Ullmann von Szitanyi (1782–1847), österreichisch-ungarischer Bankier
- My Ullmann (1905–1995), österreichische Malerin

### N
- Nepomuk Ullmann (* 1943), deutscher Schriftsteller, Dichter und Lyriker
- Nino Ullmann, deutscher Pokerspieler

### O
- Otto Ullmann (1899–1955), deutscher SS-Führer und Polizeioffizier

### P
- Paul Ullmann (1921–1996), deutscher Politiker (CDU) und Pädagoge
- Peter Ullmann (1954–2007), deutscher Eishockeyspieler

### R
- Regina Ullmann (1884–1961), Schweizer Dichterin
- Richard Karl Ullmann (1904–1963), deutscher Religionspädagoge
- Robert Ullmann (1903–1966), österreichischer Bildhauer
- Robert Ullmann (Betriebswirt) (* 1981), deutscher Betriebswirt und Hochschullehrer
- Roland Ullmann (Designer) (* 1948), deutscher Industriedesigner
- Roland Ullmann (Polizist)  (* 1957), deutscher Polizist
- Rudolf Ullmann (Geograph) (1929–1987), deutscher Geograph und Hochschullehrer
- Rudolf Franz Ullmann (1889–1973), österreichischer Maler

### S
- Sabine Ullmann (* 1964), deutsche Historikerin
- Samuel Ullman (1840–1924), US-amerikanischer Geschäftsmann und Autor
- Shantia Ullmann (* 1983), deutsche Schauspielerin
- Sigmund Ullmann (1854–1942), deutscher Bankier, Kommunalpolitiker und Opfer des Holocaust
- Stephen Ullmann (1914–1976), ungarischer Linguist

### T
- Theodor Ullmann (1908–1975), israelischer Internist, Nephrologe und Hochschullehrer deutscher Herkunft (1934 Emigration nach Palästina)
- Thomas Ullmann (* 1966), deutscher Mineraloge und Chemiker

### U
- Uta Ullmann-Iseran (* 1947), deutsche Schriftstellerin
- Uwe Ullmann (1939–2013), deutscher Mikrobiologe

### V
- Viggo Ullmann (1848–1910), norwegischer Pädagoge, Politiker und Beamter
- Viktor Ullmann (1898–1944), österreichischer Komponist
- Vilhelmine Ullmann (1816–1915), norwegische Pädagogin und Frauenrechtlerin

### W
- Walter Ullmann, eigentlicher Name von Jo Lherman (1898–1949), Regisseur, Theatergründer und Journalist
- Walter Ullmann (Regisseur) (1902–nach 1944), deutscher Theaterregisseur
- Walter Ullmann (Historiker) (1910–1983), britischer Historiker
- Werner Ullmann (* 1969), deutscher Kaufmann, Unternehmer und Publizist
- Wiebke Ullmann (* 1988), deutsche Leichtathletin
- Wilhelm Ullmann (1854–1927), deutscher Politiker, MdL Hessen
- Wilhelm Otto Ullmann (1887–nach 1959), deutscher Pädagoge und Schriftsteller
- Wolfgang Ullmann (um 1500–1530), Schweizer Täuferprediger, siehe Wolfgang Ulimann
- Wolfgang Ullmann (1929–2004), deutscher Theologe und Politiker